# Biticinella
Biticinella es un género de foraminífero planctónico de la subfamilia Ticinellinae, de la familia Rotaliporidae, de la superfamilia Rotaliporoidea, del suborden Globigerinina y del orden Globigerinida. Su especie tipo es Anomalina breggiensis. Su rango cronoestratigráfico abarca desde el Albiense superior (Cretácico inferior) hasta el Cenomaniense inferior (Cretácico superior).

## Descripción
Biticinella incluía especies con conchas inicialmente trocoespiraladas, de trocospira plana, y finalmente planiespiraladas involutas, o parcialmente evolutas; sus cámaras eran globulares, ovaladas en los lados umbilicales y ensanchadas por el lado axial; sus suturas intercamerales eran radiales e incididas; su contorno era redondeado y lobulado; su periferia era redondeada; su ombligo era medianamente amplio y profundo; su abertura era interiomarginal, ecuatorial, con forma de arco bajo, bordeada por un labio que se convertían en pórticos en los lados umbilicales; los pórticos principal y relictos se fusionaban en ambos lados umbilicales, dejando aberturas accesorias intralaminares y proximales; presentaba pared calcítica hialina, moderada a fuertemente perforada, y de superficie punteada.

## Discusión
Antiguamente se consideraba Biticinella un sinónimo subjetivo posterior de Globigerinelloides. Clasificaciones posteriores han incluido Biticinella en la familia Planomalinidae de la superfamilia Planomalinoidea.

## Paleoecología
Biticinella incluía especies con un modo de vida planctónico, de distribución latitudinal tropical-subtropical, y habitantes pelágicos de aguas superficiales (medio epipelágico y nerítico externo).

## Clasificación
Biticinella incluye a la siguiente especie:
- Biticinella breggiensis †

Otra especie considerada en Biticinella es:
- Biticinella ferreolensis †